# Club Atlético River Plate 1938
Questa voce raccoglie le informazioni riguardanti il Club Atlético River Plate nelle competizioni ufficiali della stagione 1938.

## Stagione
La penultima stagione di Hirschl in panchina (tornerà nel 1961) vide il River chiudere il campionato al secondo posto dopo la vittoria dell'anno precedente; la squadra giunse a due punti dai vincitori dell'Independiente di Avellaneda. La formazione dalla banda rossa registrò il secondo miglior attacco, con 105 gol fatti, e la seconda miglior difesa, con 49 gol subiti. Luis Rongo giunse al secondo posto in classifica marcatori con 33 reti, 10 dietro Arsenio Erico.

## Maglie e sponsor
| Casa | Trasferta |

## Rosa
| N. |                      | Ruolo | Calciatore         |
| -- | -------------------- | ----- | ------------------ |
|    | Uruguay (bandiera)   | P     | Juan Besuzzo       |
|    | Argentina (bandiera) | P     | Sebastián Sirni    |
|    | Argentina (bandiera) | D     | Joaquín Bezos      |
|    | Argentina (bandiera) | D     | Humberto Coloccini |
|    | Argentina (bandiera) | D     | Alberto Cuello     |
|    | Argentina (bandiera) | D     | Federico Fatecchi  |
|    | Argentina (bandiera) | D     | Antenor Medina     |
|    | Argentina (bandiera) | D     | Ricardo Vaghi      |
|    | Argentina (bandiera) | D     | Luis Vassini       |
|    | Argentina (bandiera) | D     | Aarón Wergifker    |
|    | Argentina (bandiera) | D     | Norberto Yácono    |
|    | Spagna (bandiera)    | C     | Leonardo Cilaurren |
|    | Argentina (bandiera) | C     | Manuel Giúdice     |
|    | Argentina (bandiera) | C     | Esteban Malazzo    |

| N. |                      | Ruolo | Calciatore            |
| -- | -------------------- | ----- | --------------------- |
|    | Argentina (bandiera) | C     | José Minella          |
|    | Argentina (bandiera) | C     | José Ramos            |
|    | Argentina (bandiera) | C     | Bruno Rodolfi         |
|    | Argentina (bandiera) | A     | Ángel Alfonso         |
|    | Argentina (bandiera) | A     | Humberto Ausili       |
|    | Argentina (bandiera) | A     | Aristóbulo Deambrossi |
|    | Argentina (bandiera) | A     | Oscar De Dovitis      |
|    | Argentina (bandiera) | A     | Bernabé Ferreyra      |
|    | Argentina (bandiera) | A     | José Manuel Moreno    |
|    | Argentina (bandiera) | A     | Adolfo Pedernera      |
|    | Argentina (bandiera) | A     | Carlos Peucelle       |
|    | Argentina (bandiera) | A     | Luis Rongo            |
|    | Argentina (bandiera) | A     | Gregorio Samaniego    |
|    | Argentina (bandiera) | A     | Eladio Vaschetto      |

## Statistiche

### Statistiche di squadra
| Competizione     | Punti | Totale | Totale | Totale | Totale | Totale | Totale | DR  |
| Competizione     | Punti | G      | V      | N      | P      | Gf     | Gs     | DR  |
| ---------------- | ----- | ------ | ------ | ------ | ------ | ------ | ------ | --- |
| Primera División | 51    | 34     | 23     | 5      | 4      | 105    | 49     | +56 |
| Totale           | -     |        |        |        |        |        |        | -   |